# Starczewo Wielkie
Starczewo Wielkie (prononciation : [starˈt͡ʂɛvɔ ˈvjɛlkʲɛ]) est un village polonais de la gmina de Dzierzążnia dans le powiat de Płońsk de la voïvodie de Mazovie dans le centre-est de la Pologne.
Il se situe à environ 6 kilomètres au nord-ouest de Dzierzążnia (siège de la gmina), 16 kilomètres à l'ouest de Płońsk (siège du powiat) et à 76 kilomètres au nord-ouest de Varsovie (capitale de la Pologne).

## Histoire
De 1975 à 1998, le village appartenait administrativement à la voïvodie de Ciechanów.